# L'Éveil d'une nation
L'Éveil d'une nation (arabe : عهد الأمان: صحوة أمة) est une exposition artistique tunisienne issue d'un partenariat public-privé entre l'Institut national du patrimoine et la Fondation Rambourg Tunisie. Il a pour objectif de sauvegarder la collection de tableaux de l'Institut national du patrimoine liée au règne des Husseinites, former des restaurateurs et aboutir à cette exposition.
Ce projet a nécessité le recrutement de vingt restaurateurs tunisiens et étrangers, qui ont travaillé pendant cinq mois pour restaurer près de 300 œuvres. Reconnue pour sa participation dans des travaux de restauration, à la galerie des Glaces du château de Versailles ou à la galerie d'Apollon, c'est l'Italienne Cinzia Pasquali qui a dirigé les ateliers de restauration.
Des objets archéologiques et documents historiques y sont ajoutés pour faire de l'exposition, en plus de son aspect artistique, un document visuel illustrant une époque de réformes engagées par la Tunisie entre 1830 et 1881.
L'exposition attire au total 45 123 visiteurs dont 1 596 venus de 33 pays.

## Œuvres et objets exposés
L'exposition présente près de 300 œuvres et objets — toiles historiques, manuscrits, dessins, médailles et costumes d’époque — qui donnent un aperçu de la période de grandes réformes qu'a connue la Tunisie du XIXe siècle.

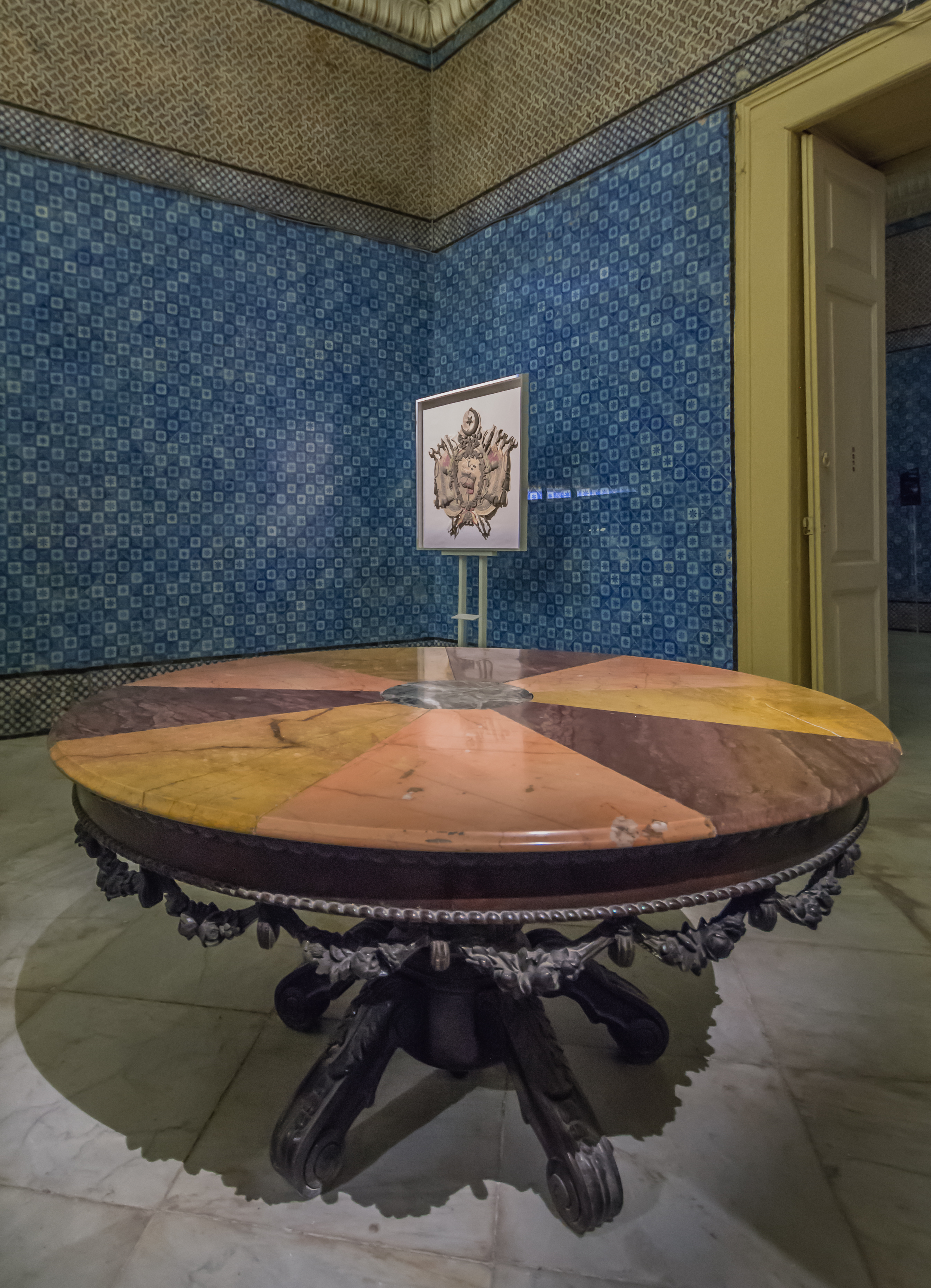
Guéridon sur lequel a été signé le traité du Bardo instaurant le protectorat en 1881 et sur lequel a été signé le document nationalisant les terres agricoles en 1964[6],[7].
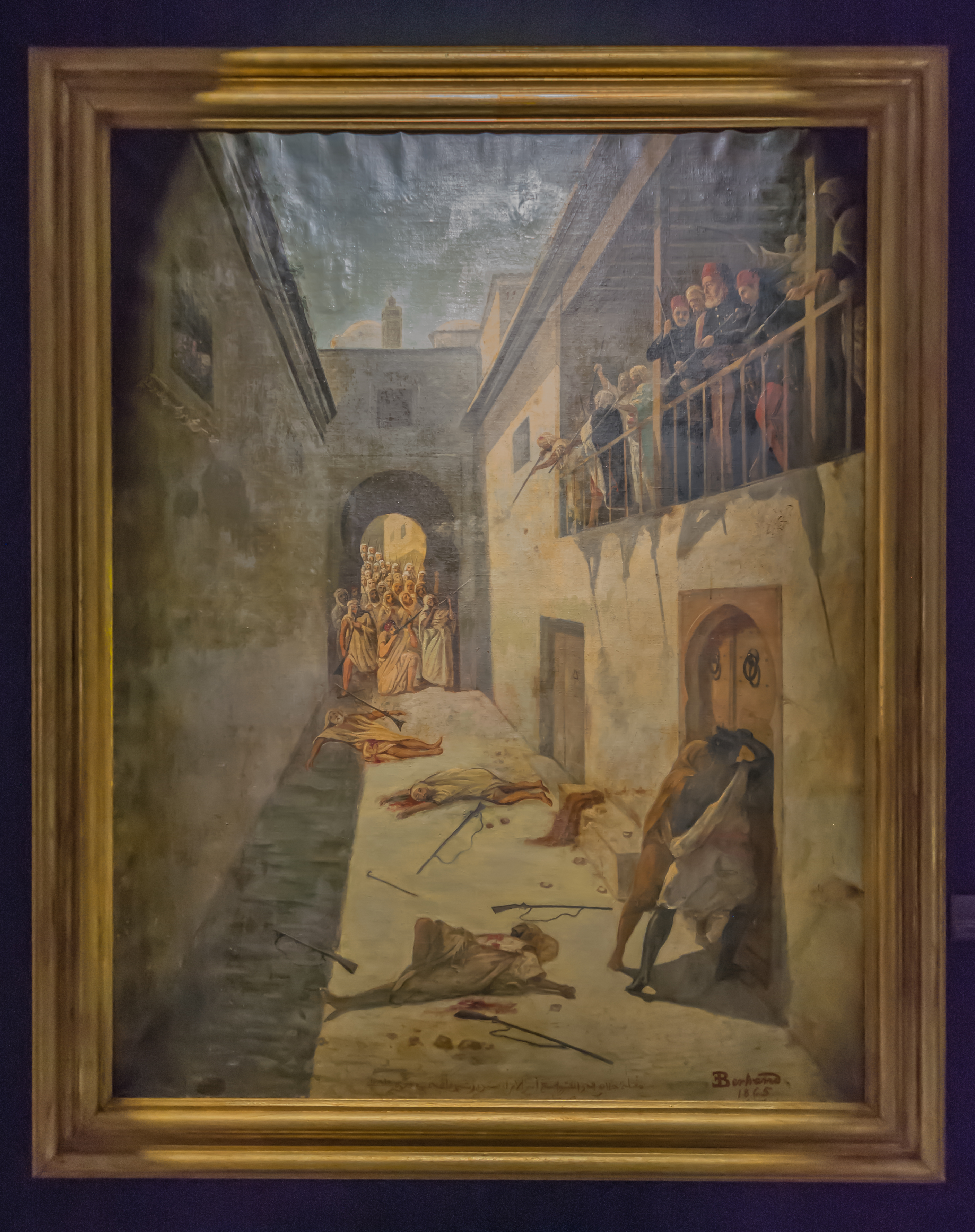
Tuerie des Jlass à Kairouan avec l'amiral Sidi Rachid Aga[8], huile sur toile de Louis Émile Bertrand (1815-1897), 115 × 147,5 cm, 1865, Musée militaire national, inv. 268[9].
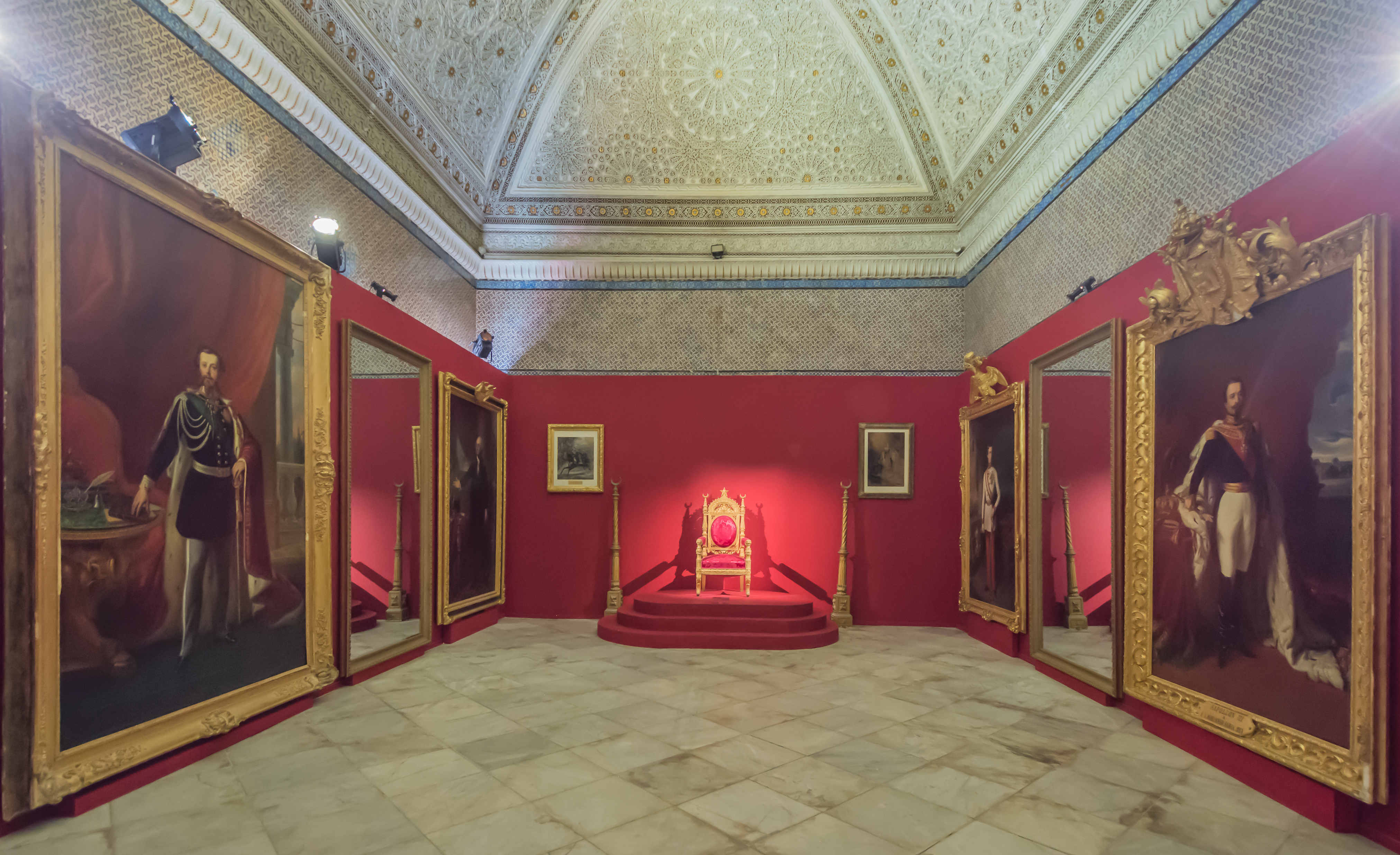
Fauteuil du trône du palais du Bardo (1846).
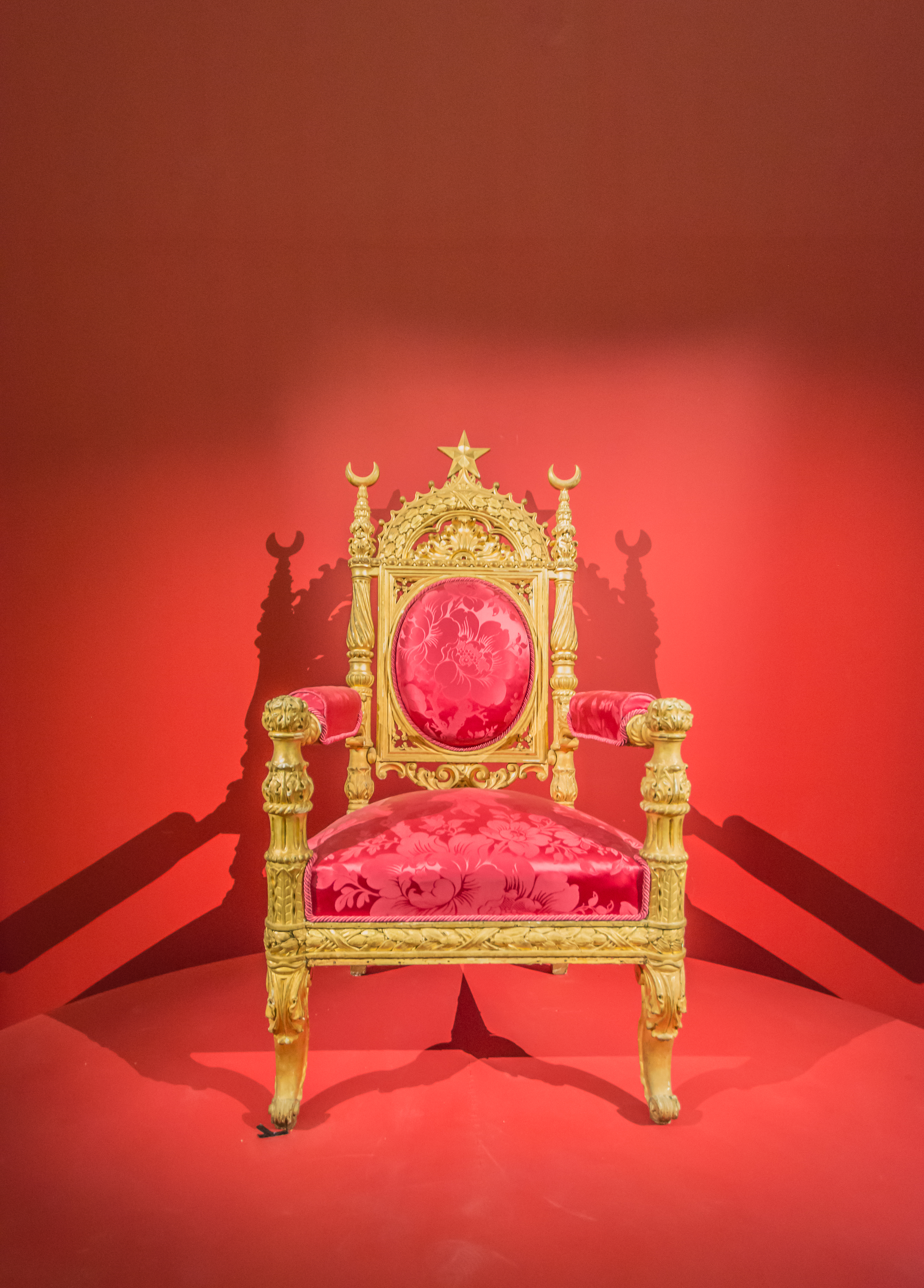
Fauteuil du trône du palais du Bardo (1846).
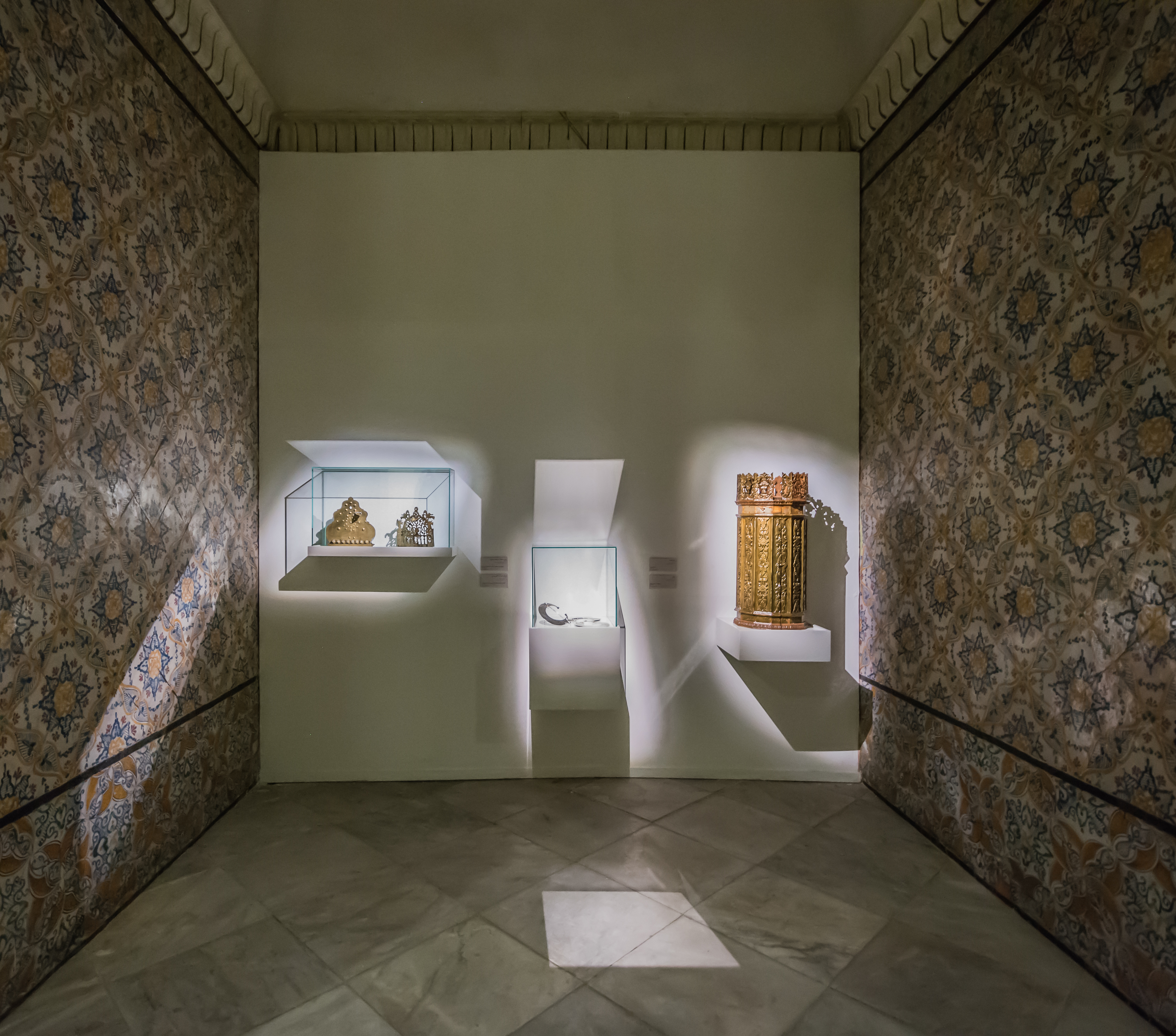
De droite à gauche (coffre à torah, khlel et hanoukkia) provenant du musée Lalla Hadria à Djerba.
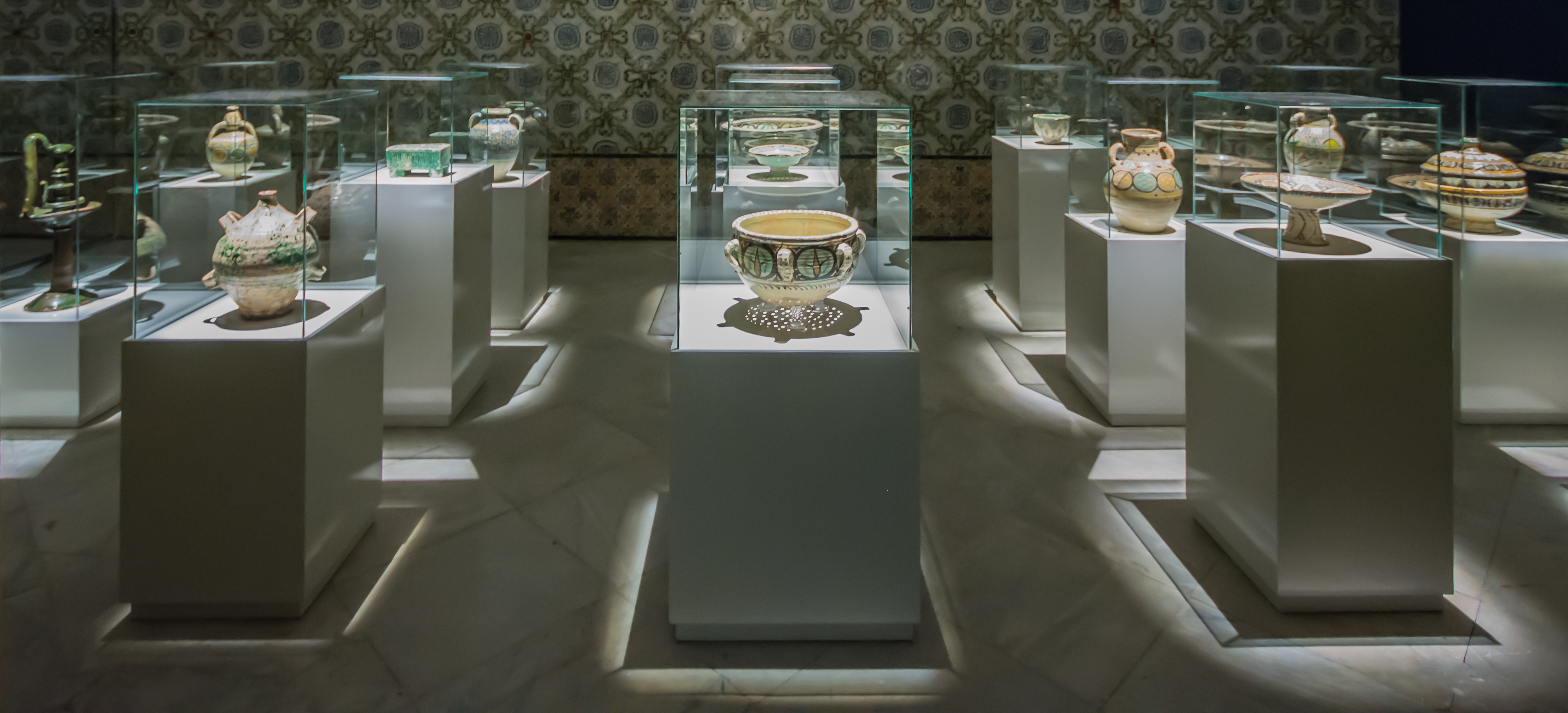
Collection de poteries provenant du musée Lalla Hadria.
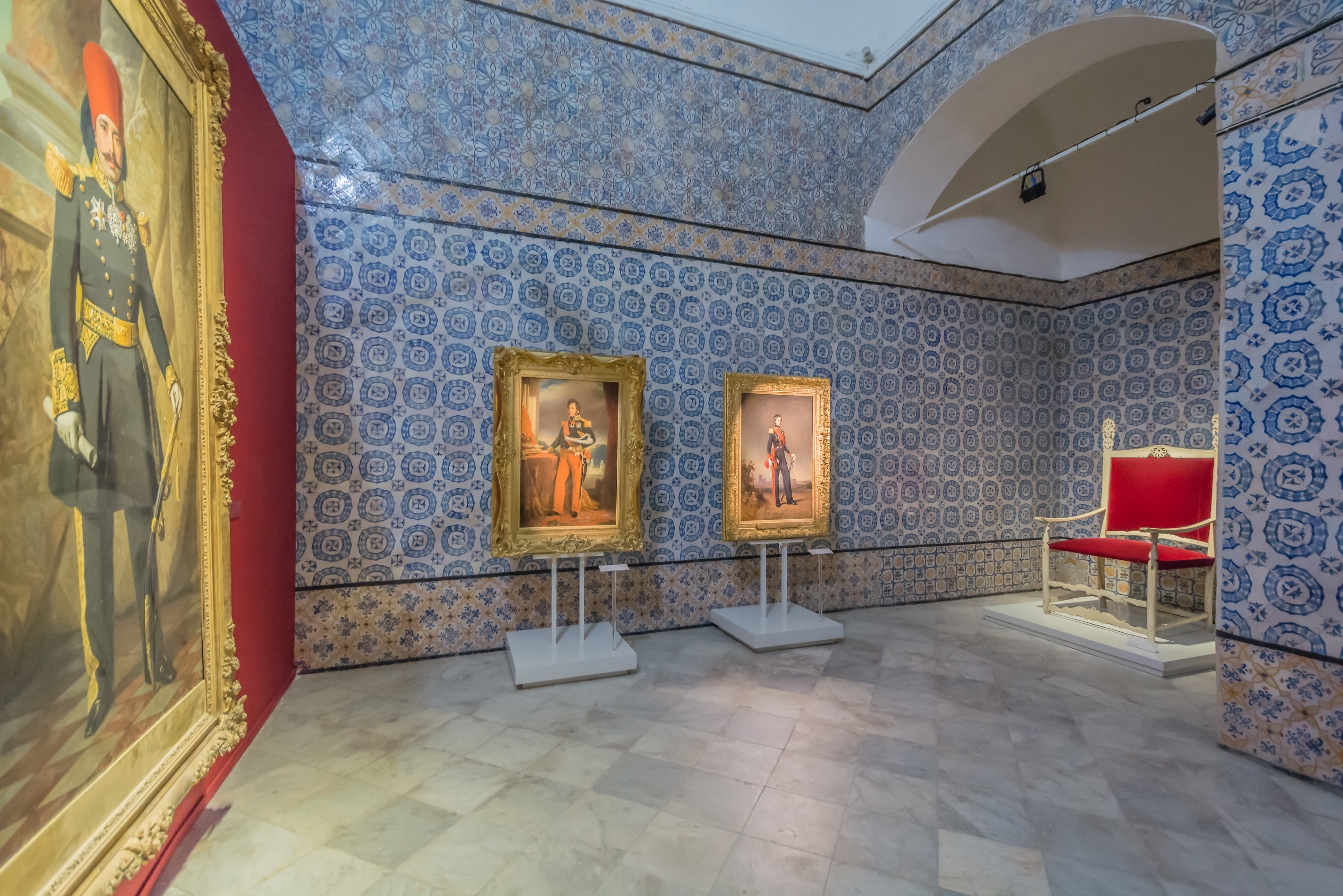
Trône en ivoire de cétacé (1745) et peinture de Mustapha Khaznadar à gauche.

## Lieu
L'exposition prend place dans le palais de Ksar Saïd, une ancienne résidence beylicale située au Bardo, dans la banlieue de Tunis. Il a été édifié par le beau-frère de Sadok Bey, Ismaïl Sunni, au cours de la première moitié du XIXe siècle. Après l’exécution de Sunni, Sadok Bey se l'approprie et le rebaptise Ksar Saïd ou « Palais bienheureux ». Il ouvre ses portes pour la première fois au public à l'occasion de l'exposition.

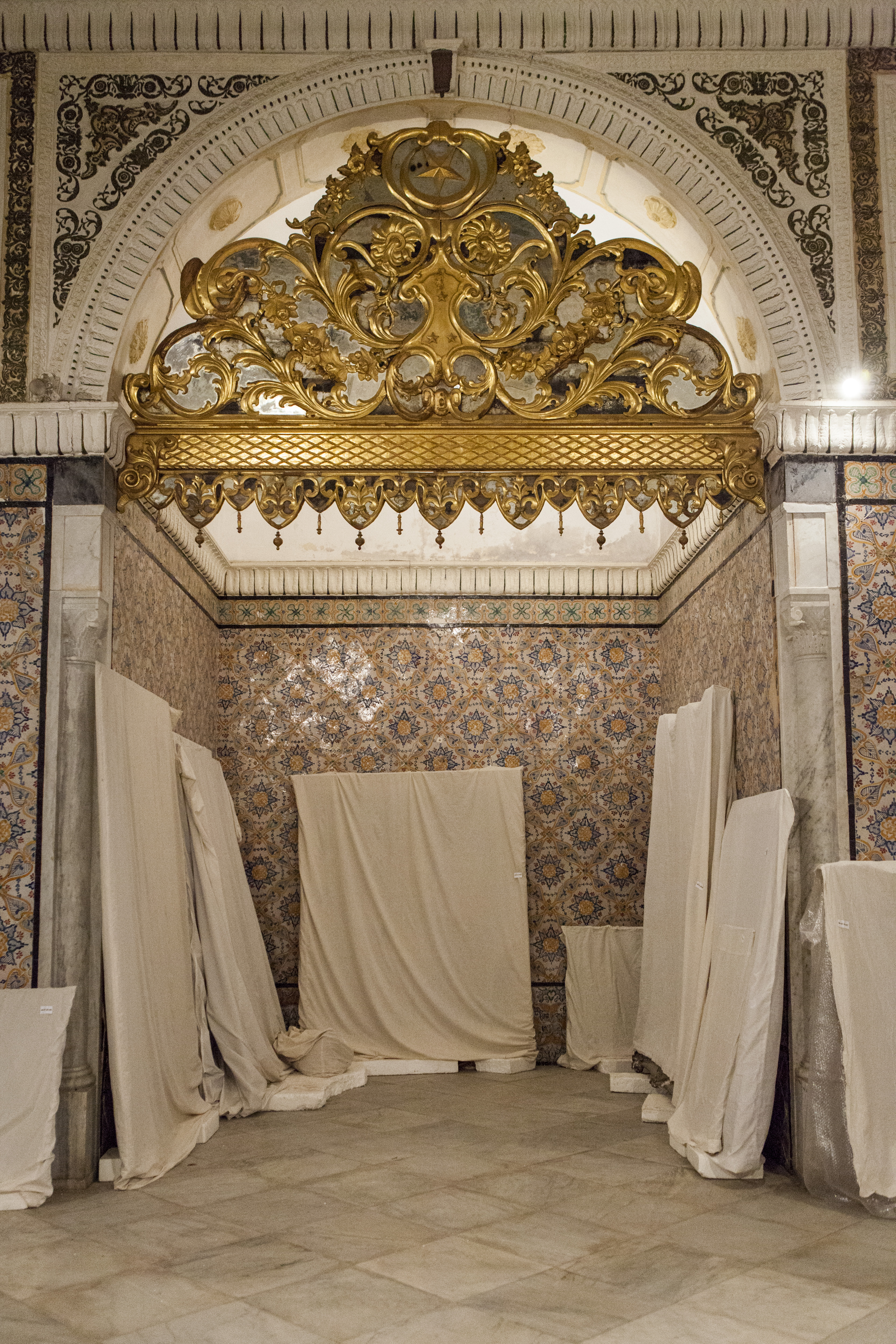
Salle du palais lors de la préparation de l'exposition.
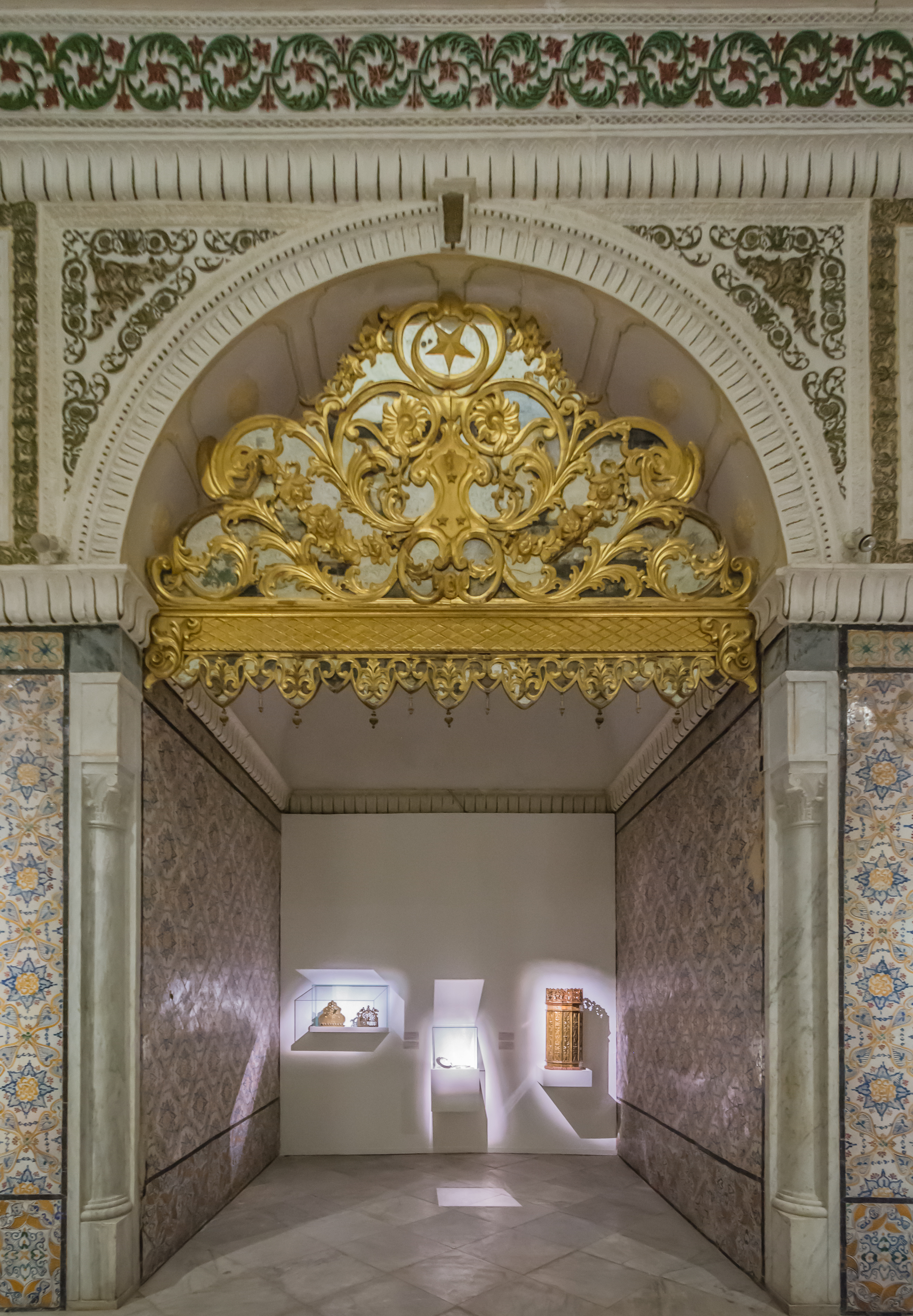
Salle du palais après le vernissage de droite à gauche (coffre à torah, khlel et hanoukkia) provenant du musée Lalla Hadria.
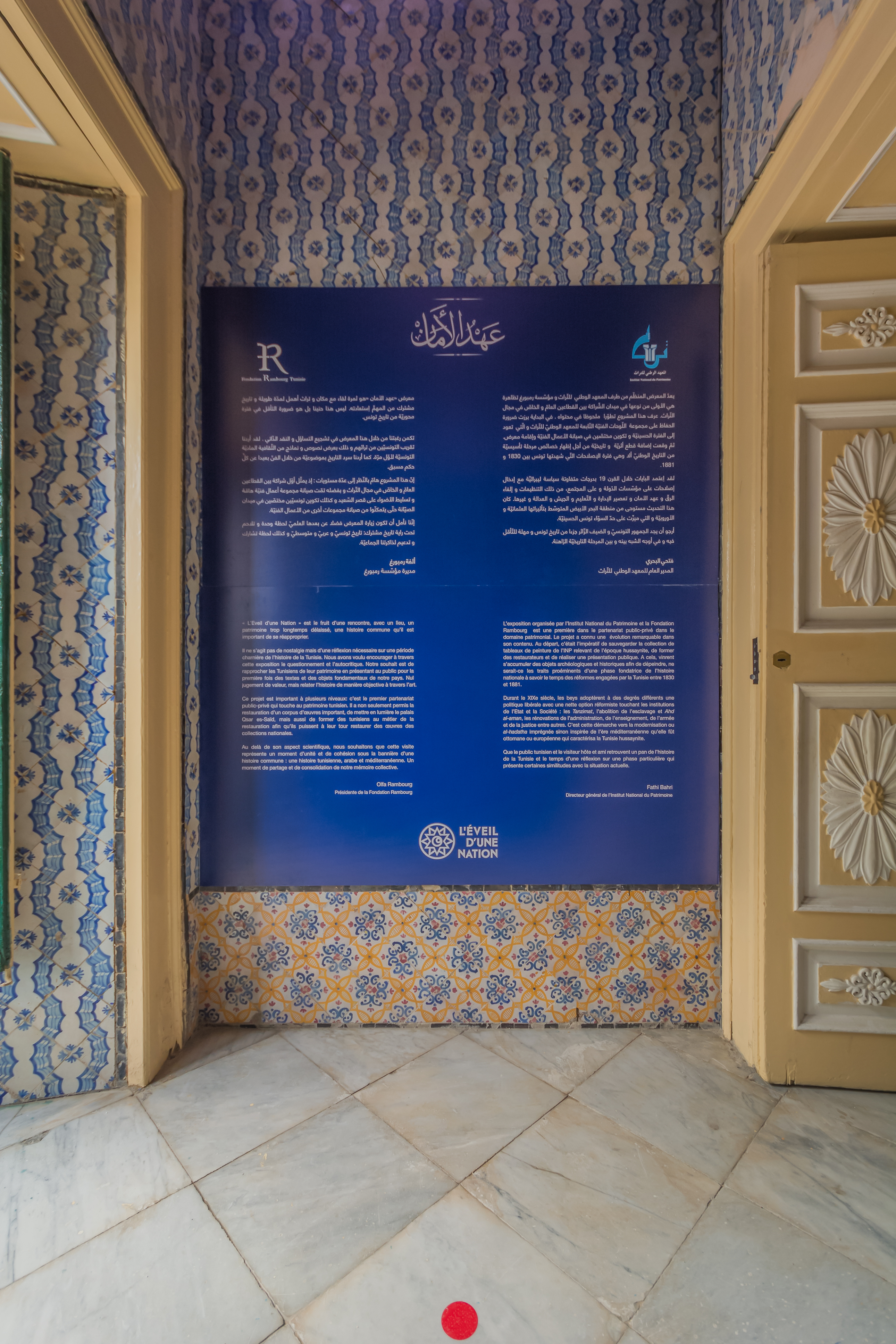
Affiche présentant l'exposition et les différents partenaires.
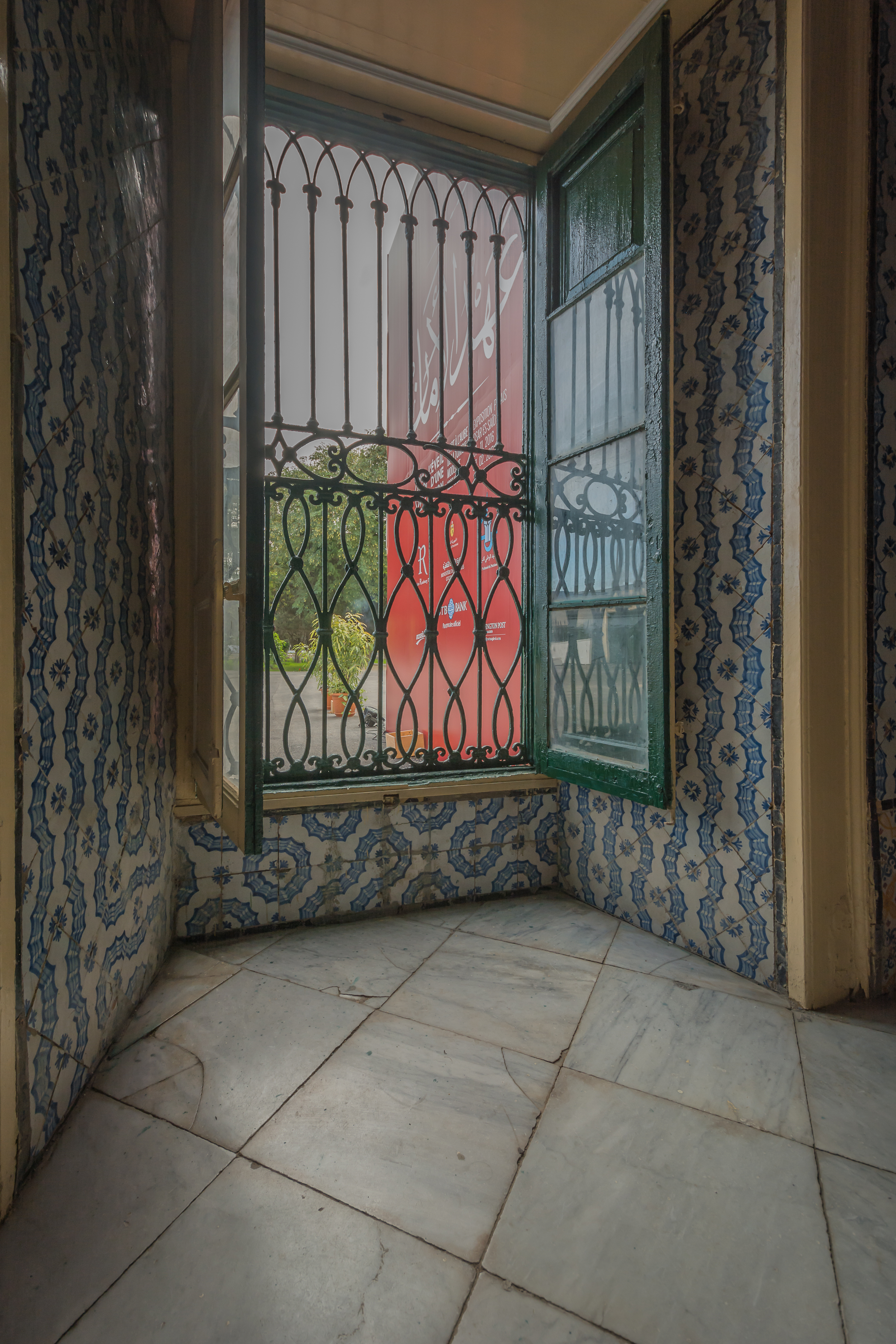
Fenêtre du palais donnant sur le jardin.